# Carplane
Die Carplane GmbH ist ein Unternehmen mit Sitz am Flughafen Braunschweig-Wolfsburg, das seit dem Jahr 2011 teils mit Unterstützung öffentlicher Gelder aus der EU und dem Land Niedersachsen das Flugauto Carplane® entwickelt. Die Firma Carplane® GmbH ist ein Spin-off der Fleck Future Concepts GmbH in München. Die Carplane® GmbH ist am Forschungsflughafen Braunschweig im Jahr 2011 gegründet worden und befasst sich ausschließlich mit der Flugauto-Technologie und hat im Jahr 2020 am Forschungsflughafen in Braunschweig beim Luftfahrt-Bundesamt das Zulassungsverfahren weitgehend abgeschlossen. Als Auto hat das Carplane® eine Höchstgeschwindigkeit von 176 km/h und als Fluggerät 210 km/h. Im Vergleich zu den meisten anderen Flugtaxis hat Carplane einen Benzin-Motor zum Fliegen. Im Carplane haben zwei Personen Platz und es soll weniger als 100 000 Euro kosten.

## Geschichte
Im Jahr 1982 hörte der Betriebsleiter der Carplane GmbH und Erfinder des Carplane®, der Australier John Brown, ein Gespräch zwischen dem ehemaligen Formel-1-Weltmeister Jack Brabham und Luigi Pelarini, die in den 1940er Jahren bereits ein Flugauto entworfen hatten. Als er als Flugschüler im Hangar von Jack Brabham auf dem Flughafen seiner Heimatstadt Sydney diese zwei Experten fachsimpeln hörte, war Brown so angetan, dass er ab diesem Zeitpunkt das technische Konzept für das Carplane entwickelte und erste Patente anmeldete. Dabei mussten einige technische Probleme bewältigt werden – etwa das der Gewichtsverteilung oder der Motorkühlung. Außerdem durfte das straßenfähige Flugzeug nicht breiter als die international vorgeschriebenen 2,60 Meter sein. Brown setzte – ähnlich wie bei einem Katamaran – auf einen Doppelrumpf, bei dem der Fahrer und ein Passagier in getrennten Kabinen sitzen, und auf ein ausfahrbares Leitwerk. Die Flügel werden aus aerodynamischen Gründen schräg zum Boden zwischen den Rümpfen gelagert und können bei Bedarf ausgeschwenkt werden. „Die Umwandlung vom Auto in ein Flugzeug oder umgekehrt wird auf dem Flughafen 15 Sekunden dauern – praktisch wie beim Cabrio“, kündigt Brown an.
Brown hat den Bau des Prototyps selbst finanziert und stellte sein Carplane® 2011 auf der Hannover Messe aus. Schon im Jahr 2015 wurde der Carplane® im Fahrmodus auf der Aero in Friedrichshafen auf dem Stand des Landes Niedersachsen vorgestellt. Am 4. Okt. 2019 schloss Carplane® letzte Bodentests ab. Im Januar 2020 wurde der Carplane® zur Prüfung beim Luftfahrt-Bundesamt zugelassen.

## Produkt Carplane
Das Carplane® der Carplane GmbH ist ein bimodales Luft/Boden-Konvergenz-Fahrzeug mit einer Doppelrumpffahrzeugkonstruktion und darin integrierten Schwenkflügeln. Als Kraftfahrzeug ist es 5,15 Meter lang, 2,26 m breit und 650 Kilogramm schwer. Es ist als Quad und Leichtflugzeug zugelassen, für das man in den USA eine Sportfluglizenz mit 20 Flugstunden benötigt. Es erreicht mit Hilfe der vier elektrischen Radnabenmotoren eine Geschwindigkeit von 170 km/h. In der Luft wird das Carplane dann von einem 130 PS starken Benzinmotor angetrieben und erreicht eine maximale Fluggeschwindigkeit von 210 km/h. Innerhalb von 15 Sekunden verwandelt sich das Auto in ein Flugzeug. Es dauerte 30 Jahre, bis das Carplane®-Design mit guter Fahr- & Flugleistung feststand. Es ist das Ziel von Carplane®, den Anfang zu machen, um die Lücke zwischen Fliegen und Fahren zu schließen.
Das Flugauto ist nach den Worten des früheren Linienpiloten Brown eine alltagstaugliche und umweltschonende Alternative zum Auto. Mit ihm solle es möglich sein, beim Bäcker einzukaufen, bevor man dann vom nächsten Kleinflugplatz abhebe. Statistisch gesehen stehe in Deutschland alle 46 Kilometer ein Kleinflugplatz zur Verfügung. „Das Carplane soll mindestens so gut fahren wie ein Kompaktwagen und er soll mindestens so gut fliegen wie ein Trainingsflugzeug.“, so John Brown.
Das Carplane® soll aus faserverstärkten Kunststoffen bestehen und 600 Kilogramm leicht sein. Es wird zwei Motoren haben – einen Elektromotor fürs Auto und einen Benzinmotor für die Luft. Auf der Straße soll das Gefährt maximal 176, in der Luft 120 Kilometer pro Stunde schnell sein. Aus Sicherheitsgründen ist für das Cockpit eine getrennte Steuerung vorgesehen: ein Lenkrad für die Straße und ein Steuerknüppel für die Luft. Der Nutzer wird sowohl einen Führerschein als auch einen Pilotenschein für Leichtflugzeuge benötigen, das Fahrzeug muss zudem doppelt zugelassen werden. Der Preis für das Carplane dürfte anfangs bei 200.000 Euro liegen. Er könnte aber bei einer Serienfertigung deutlich unter 100.000 Euro sinken.

## Das Marktpotential
„Das Marktpotenzial für sein Carplane® sei einstweilen schwer abzuschätzen. So ein Fahrzeug gebe es eben noch nicht“, sagt Brown. Er verweist auf einen ernsthaften Konkurrenten: Das US-Unternehmen Terrafugia habe für ein Flugauto mit anderer Flügeltechnik, das auf den Markt kommen soll, bereits beachtliche Vorbestellungen. „Unser erste Zielgruppe sind Hobbypiloten und leidenschaftliche Autofahrer“, beschreibt Brown seine potenziellen Kunden.
Er wende sich mit dem Carplane an Geschäftsleute, die sich von Behinderungen auf der Straße nicht aufhalten lassen wollen: „Jeder Stau erweitert meinen Markt.“ Als er sein Projekt erstmals auf der Hannover-Messe 2011 vorgestellt habe, sei das Interesse vor allem von Besuchern aus staugeplagten Megastädten groß gewesen. Die Konvergenz von Fliegen und Fahren bildet einen unmittelbaren „Business Case“ für Sportflieger. Das Hobby-Flugzeug dient als Zweitauto und wird kostenfrei in der heimischen Garage untergebracht. Besonders wichtig für die Sicherheit: bei Schlechtwetter können Reisen auf der Straße fortgesetzt werden.
Trotz zahlreicher kleiner Flugplätze scheitern Kleinflugzeuge als Transportmittel an der „letzten Meile“ (also, an der kurzen Strecke vom Flugplatz bis zum Ziel). Die Straßenfähigkeit des Carplane® löst dieses Problem. Für Geschäftsreisende über Entfernungen von 200 bis 1200 km lautet der Business Case, dass gegenüber Autos und Linienflugzeugen sowohl Geld als auch Zeit gespart wird – insbesondere in Gebieten, wo herkömmliche Transportmöglichkeiten derzeit dem Verkehrsinfarkt erliegen.

## Auszeichnungen
- Idee 2011, 2011 (Preis der Projekt-Region Braunschweig und der Wolfsburg AG)
- Deutsche Innovation des Monats Juni 2011, (Preis der Deutschen Wissenschaft- und Innovationshäuser (DWIH))